# Federico Guglielmi
Federico Guglielmi (1 de marzo de 2002) es un deportista de Italia que compite en atletismo. Ganó una medalla de bronce en el Campeonato Europeo de Atletismo Sub-20 de 2021, en la prueba de 200 m.